# Evropský superstát
Evropský superstát či Vize evropského superstátu je teoretický pojem z oblasti práva Evropské unie, respektive politiky týkající se pravomocí Evropské unie, či některých bodů Evropské ústavy. Jedná se o koncept předání některých pravomocí jednotlivých států v rámci EU a jejich úřadů na vyšší úroveň, který by měl Evropskou unii přeměnit v Evropský superstát.

## Historie
Projekt Evropské unie je již od svého vzniku inspirován snahou zabránit konfliktům mezi evropskými státy vzájemně i konflikty EU jako celku s okolními entitami. 
V roce 2016 zástupci Francie a Německa předložili návrhy na některé konkrétní změny pravomocí Evropské unie směrem k těsnější integraci jednotlivých členských států EU ve prospěch jednotného a společného politického systému. Tento koncept je označován jako Evropský superstát. Návrh byl předložen na pozadí událostí, jakými byla např. migrační krize a její řešení s poukazem na nedostatečné pravomoci Evropského parlamentu a tím možnost dostatečně pružně reagovat na aktuální geopolitickou situaci.

## Návrhy
Návrh na vytvoření "superstátu" předpokládá, že by se členské státy zřekly vlastní armády a zvláštních služeb ve prospěch společných, a s tím související omezení role NATO. Dále předpoklad sjednocení trestního práva, daňového systému a jednotného vízového systému. Členské země, které ještě nepřijaly euro, by se vzdaly vlastní měny a úloha domácích centrálních bank by byla přenesena na ECB. Měla by také být společná zahraniční politika vůči jiným zemím a mezinárodním organizacím. 
Návrh tak hypoteticky předpokládá, že by se jednotlivé členské státy měly částečně nebo úplně zříci národní suverenity se ztrátou možností veta v Radě EU.

## Kritika
Proti tomuto návrhu se postavila opozice zejména ze strany konzervativních zemí, mj. Spojeného království, ale také v některých zemí střední a východní Evropy. Tyto země poukazovaly na možné důsledky takového rozhodnutí, jež by mohlo ohrozit regionální tradice, svobody občanů či na obavy z přílišné byrokratizace EU. Kritice byly podrobeny také některé prvky smlouvy, jako je označení dokumentu jako ústavy, definice symbolů EU nebo přejmenování nařízení a směrnic EU.